# Edward Woods
Pour les articles homonymes, voir Woods et Edward Woods (homonymie).
Edward Woods est un acteur américain, né le 5 juillet 1903 à Los Angeles et mort le 8 octobre 1989 à Salt Lake City.

## Filmographie
- 1930 : Mothers Cry d'Hobart Henley : Daniel « Danny » Williams
- 1931 : The Public Enemy : Matt Doyle
- 1931 : Local Boy Makes Good (en) de Mervyn LeRoy : Spike Hoyt
- 1932 : They Never Come Back : Ralph Landon (crédité sous le nom d'Eddie Woods)
- 1932 : Hot Saturday : Conny Billop
- 1933 : Reckless Decision : Billy McGee
- 1933 : Bondage : Earl Crawford
- 1933 : Tarzan l’Intrépide (Tarzan the Fearless) : Bob Hall
- 1933 : Les Invités de huit heures (Dinner at Eight) : Eddie (bellhop)
- 1933 : Marriage on Approval : Billy McGee
- 1935 : The Fighting Lady : Jimmie Hanford
- 1937 : Navy Blues : Everett
- 1938 : Shadows Over Shanghai (en) : Peter Roma